# Йоганн Гайнріх Гохгут
Йо́ганн Га́йнріх Го́хгут (нім. Jogann Heinrich Hochhut, 1810—1872) — український природознавець, ентомолог і ботанік, німецького походження. 

## Біографія
Працював садівником Київського університетського ботанічного саду.
Працював садівником, ймовірно від самого початку робіт по закладці ботанічного саду (тобто з 1839 року) поруч з майбутнім університетом Св. Володимира в Києві. Відомо, що коли 1839 року перші сіянці знищили буря й злива, то директор саду Р. Траутфеттер і садівник Гохгут все зробили заново. 
Ще одна з небагатьох відомих біографічних деталей. 10 вересня 1849 року сад відвідав імператор Микола I зі свитою. Він подякував директорові й садівникові. За пропозицією царя вони знайшли рослину для укріплення валів Київської фортеці — сумах (Toxicodendron radicans) і посіяли його, де потрібно. Директора за це нагородили орденом, а І. Гохгута — золотою медаллю.

## Наукова діяльність
Й. Х. Гохгут описав як нові для науки низку таксонів жуків-довгоносиків близько 60 видів та три роди:
- Microlarinus Hochhut, 1847
- Oxyophthalmus Hochhuth, 1847
- Eumecops Hochhuth, 1851

Частина описаних ним видів мешкають в Україні.
Як член комісії для опису губерній Київського навчального округу він також підготував статистичний нарис.
Разом з ентомологом М. Де Шодуаром підготував капітальну монографію щодо жуків Кавказу й Закавказзя, з родин турунів та водних жуків, видану в Києві 1846 року.

### Наукові праці
Hochhuth I. H.  1847. Enumeration der Russelkafer, vvelche vom Baron Maximilian von Chaudoir und vom
Baron A. von Gotsch auf ihren Reisen im Kaukasus und in Transkaukasien im Jahre 1845 gesammelt
wurdcn; nebst Beschreibung der neuentdeckten Arten. Bulletin de la Societe Imperiale des Naturalistes de
Moscou, 20 (2): 448—587.
Hochhuth I. H.  1851. Beitrage zur naheren Kenntniss der Russelkafer Russlands, enthaltcnd Beschreibung neuer
Genera und Arten, nebst Erlauterungen noch nicht hinlanglich bekannter Curculionen des russischen Reichs.
Bulletin de la Societe Imperiale des Naturalistes de Moscou, 24 (1): 3-102.
Hochhuth I. H.  1873. Enumeration der in den russischen Gouvernements Kiew und Volhynien bisher
augefundenen Kafer. Bulletin de la Societe Imperiale des Naturalistes de Moscou, 46: 124—164.

## Пам'ять
На честь Й. Х. Гохгута названо три види жуків-довгоносиків:
- Otiorhynchus hochhuthi Marseul, 1872

- Melanobaris hochhuthi Faust, 1882

- Phyllobius hochhuthi Faust, 1883